# Paul II Ardier
Vous lisez un « bon article » labellisé en 2022.
Ne pas confondre avec son père Paul Ardier.
Paul II Ardier de Beauregard, né en avril 1595 à Issoire et mort le 7 novembre 1671 dans son château de Beauregard, est un administrateur, diplomate, magistrat et financier français.
Il est au service de ses oncles de la famille Phélypeaux, puis plus directement de Louis XIII, comme premier commis aux Affaires étrangères de 1626 à 1632. Après une mission à Constantinople, il rédige le procès-verbal de l'assemblée des notables de 1626-1627 et accompagne le roi et Richelieu dans leurs voyages de 1627 à 1630. Il rate en 1630 l'occasion de devenir secrétaire d'État.
En 1633 et 1634, rédigeant des mémoires à la demande de Richelieu, il développe une pensée géopolitique en analysant la situation diplomatique européenne. Dans le cadre général de la guerre de Trente Ans, il raconte notamment les conflits en Valteline et la guerre de Succession de Mantoue. Fidèle à la pensée politique de Richelieu, il préconise des solutions pour augmenter l'influence du roi de France, en particulier en Italie. Son usage de l'érudition au service d'objectifs géopolitiques sera ensuite repris par l'entourage du chancelier Séguier.
Il entre à la Chambre des Comptes, dont il est un des présidents de 1634 à 1650. Comme son père avant lui, il se livre à diverses activités financières, prêtant des sommes importantes à de grands seigneurs et à l'État.
Il se retire ensuite dans son château de Beauregard. Il y agrandit son domaine, ce qui permet l'érection de cette seigneurie en vicomté, et y complète la « galerie des illustres » commencée par son père. Il meurt en homme riche. Son héritage passe ensuite à la famille de Fieubet.

## Famille
Paul II Ardier est le fils de Paul Ardier (1563-1638), trésorier de l'Épargne en 1627, seigneur de Beauregard, Vineuil, Vaugelay et de son épouse Suzanne Phélypeaux (morte en 1651), fille de Louis Phélypeaux et sœur des secrétaires d'État Paul Phélypeaux de Pontchartrain et Raymond Phélypeaux d'Herbault.
Il est baptisé le 17 avril 1595 à Issoire, la ville d'origine de sa famille. Fils aîné, il a de nombreux frères et sœurs :
- Raymond-Jean Ardier (1601-1673), seigneur de Vaugelay, conseiller au Parlement de Toulouse, maître des requêtes[Pi 1] en 1638[Ch 1] ;
- Henri ou Hervin Ardier, abbé de Saint-André de Clermont[Pi 1] et de Saint-Étienne du Mas-d'Azil, prieur de Sainte-Croix de Savigneux et prévôt de Cerisy-sur-Somme[Ch 1] ;
- Louis Ardier (mort en 1676), seigneur  de Vineuil, secrétaire du roi, conseiller d'État, mêlé à la Fronde[Pi 1] et évoqué par Bussy-Rabutin dans son Histoire amoureuse des Gaules[3] ;

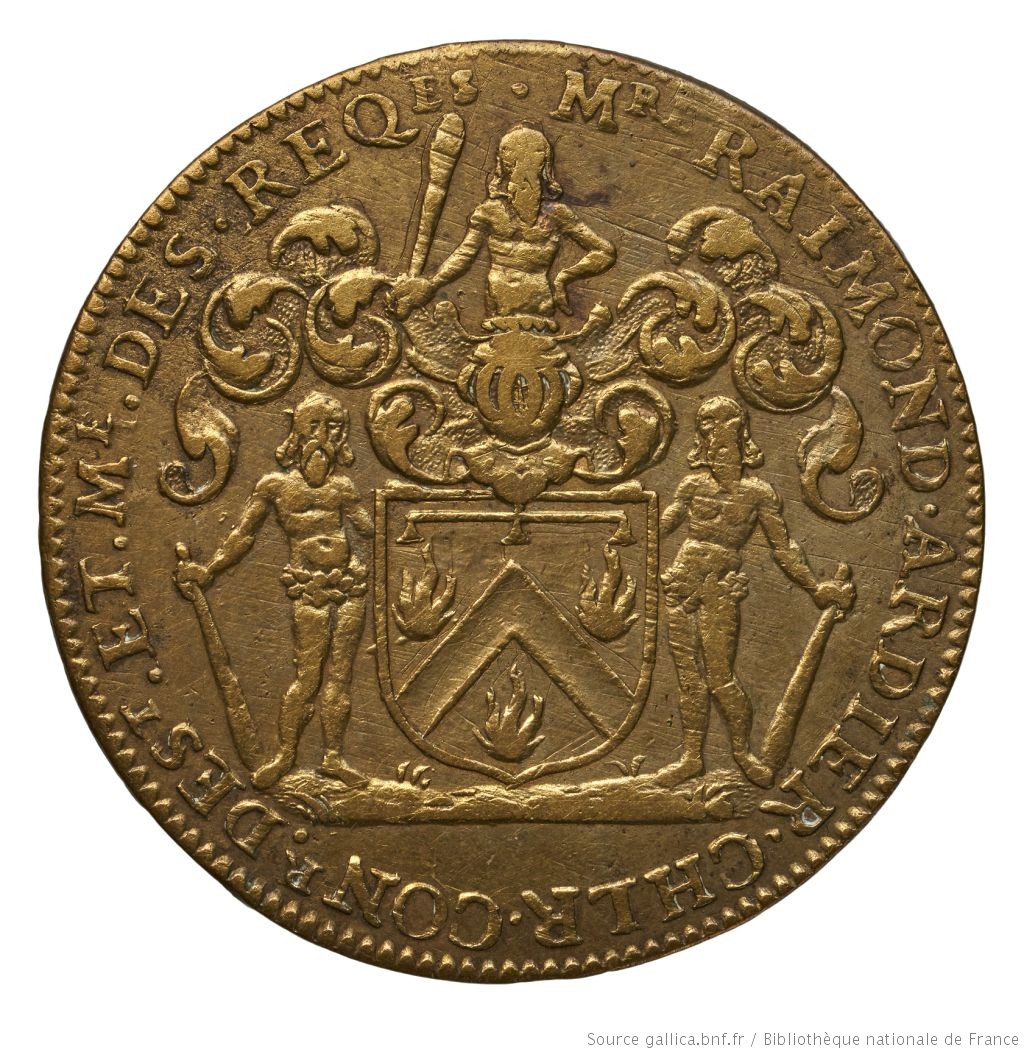
Jeton de Raymond Ardier (1638), BNF.

- Claude ou Claudine Ardier (1600-1657), qui épouse en 1618 Gaspard Ier de Fieubet (1577-12 août 1647), commis de Paul Ier Ardier[Pi 2] ;
- Suzanne Ardier (1609-1679), qui épouse en 1624[Ch 1] Jean Dyel, seigneur des Hameaux, premier président de la Cour des aides de Rouen[Pi 3],[Ch 1] ;
- Élisabeth Ardier (née en 1610), qui épouse en 1633 Claude Gobelin (mort en 1666), intendant d'armée et conseiller d'État [Pi 3].

Dans la Revue d'Auvergne, on trouve mention de deux sœurs supplémentaires:
- Marguerite Ardier, épouse de Jacques Legendre, contrôleur général des gabelles;
- Jacquette Ardier, épouse de M. de Chalandrat, seigneur de Saint-Yvoine,

mais cette hypothèse est contredite par la généalogie établie par Albert de Remacle, qui fait de Marguerite et Jacquette les filles de Jean Ardier et Magdeleine Guérin (ce sont donc les cousines germaines de Paul II Ardier, et non ses sœurs).
L'appartenance de Paul II Ardier, par sa mère, au réseau des Phélypeaux, en pleine ascension sociale, est à l'origine de la carrière. On le voit d'ailleurs en 1626 attester des compétences d'un autre membre de ce réseau, François Coquille. La famille Ardier est aussi directement liée avec le milieu de la ferme des gabelles, tenue par la compagnie de Thomas Bonneau. Ces réseaux familiaux sont à la fois des serviteurs de l'État et les bailleurs de fonds de la monarchie, qui a constamment besoin d'argent.

## Biographie

### Commis aux affaires étrangères
Paul II Ardier devient commis au service de ses oncles Phélypeaux au plus tard en 1618. Il est premier commis aux Affaires étrangères à partir de 1624 et il est le seul premier commis de 1626 à 1632. Il est également secrétaire du roi, charge anoblissante.
Il prend alors pleinement part à la politique étrangère de la France, rédigeant les dépêches, organisant le travail du bureau et proposant des mémoires sur des questions particulières. Il n'est pas seulement un homme de bureau : pour une mission dont les objectifs ne sont pas connus, il est brièvement envoyé à Constantinople, dont il revient en novembre 1626.
Dès son retour à Paris, il est le secrétaire de l'Assemblée des notables, réunie de novembre 1626 à mars 1627, la dernière avant les prémices révolutionnaires de 1787. Il s'agit là d'une mission de confiance. Sous la présidence de Gaston d'Orléans, quarante-cinq nobles, prélats et représentants des cours souveraines sont réunis pour trouver des solutions au déficit sans créer d'impôt nouveau. La guerre empêche l'application des mesures proposées. Le procès-verbal des séances est dressé par Paul Ardier, avant d'être publié 25 ans plus tard, en 1652.
Après la mort de Raymond Phélypeaux d'Herbault, oncle de Paul II Ardier, en 1629, le nouveau secrétaire d'État des Affaires étrangères, Claude Bouthillier, garde Ardier comme premier commis. Sans doute ses compétences sont-elles reconnues. C'est ce que sous-entend Ardier quand il assure « suivre mon employ ordinaire prez Monsieur Bouthiller par le commandement exprès que le Roi et le Cardinal m'ont fait de l'assister, comme j'ay cy-devant fait faire par Monseigr de Herbault de manière que j'ay obei à la volonté de nos supérieurs ». Ainsi, Louis XIII et Richelieu lui ont demandé de garder son poste. Cet argument lui permet de justifier son choix personnel de conserver sa place, ce qui peut passer pour un manque de fidélité envers les Phélypeaux, mais il est vrai que les Bouthillier s'allient alors par mariage aux Phélypeaux.
Si Ardier n'est pas une « créature » de Richelieu de premier rang comme le Père Joseph ou Claude Bouthillier, il travaille néanmoins avec Louis XIII et Richelieu. Il les accompagne dans tous leurs voyages et campagnes de 1627 à 1630, lors du siège de La Rochelle en 1627-1628, pendant lequel il écrit de nombreuses lettres, lors de la victoire du pas de la Suse et contre les huguenots en Languedoc en 1629. En 1630, Ardier fait rédiger des mémoires cherchant à justifier les prétentions du roi de France sur la forteresse de Pignerol.
La même année 1630, Louis XIII pense à Ardier pour succéder à Charles Le Beauclerc au secrétariat d'État de la Guerre, mais Richelieu a un autre candidat, Jean de Flesselles, qui commet l'erreur de s'en vanter trop tôt. Louis XIII, l'apprenant, se fâche et finalement aucun des deux postulants n'est choisi. C'est Abel Servien qui devient secrétaire d'État de la Guerre.

### Analyse géopolitique

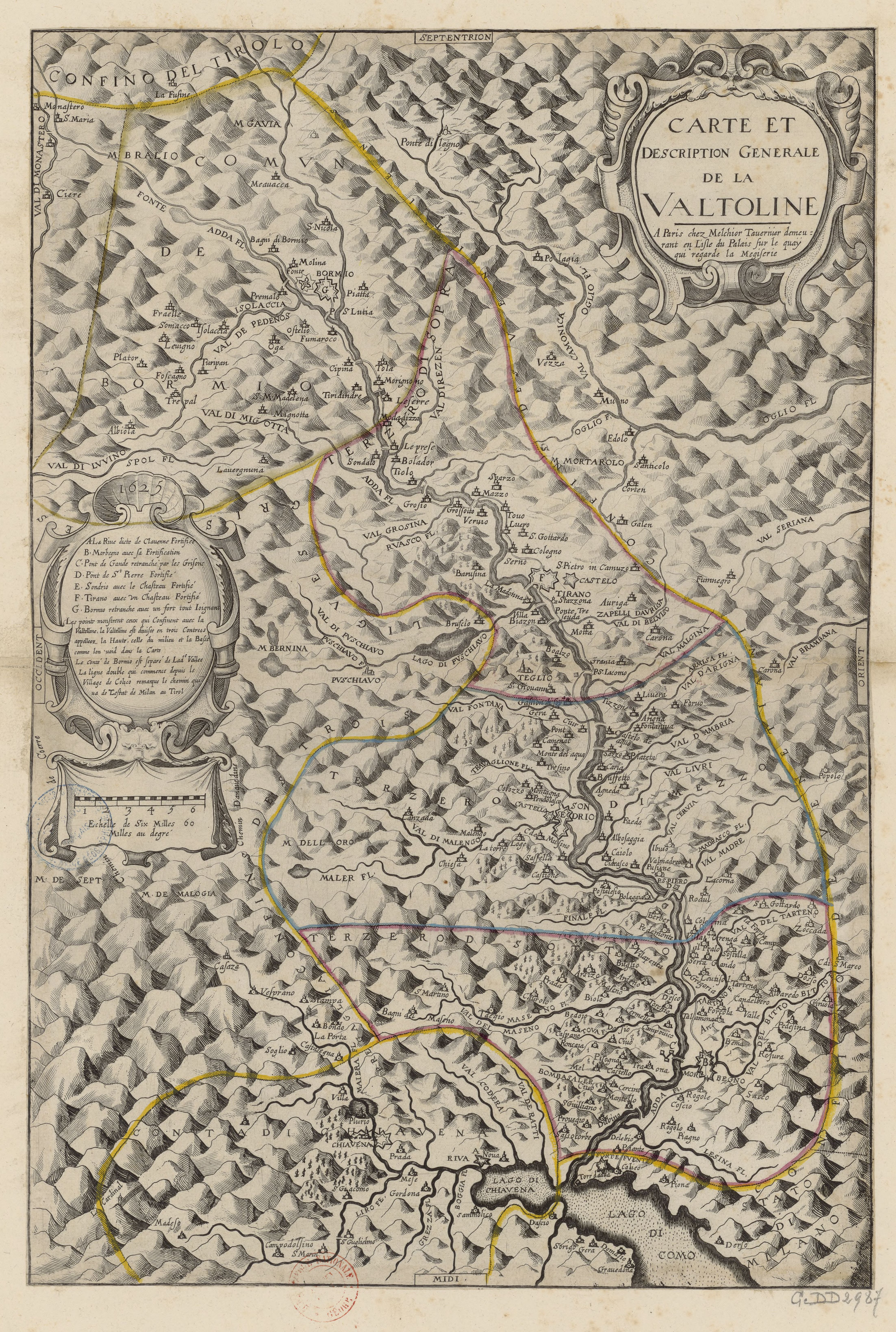
Carte et description générale de la Valtoline. Melchior Tavernier, Paris, 1625, BNF.

À la demande de Richelieu, alors qu'il a quitté les Affaires étrangères, Ardier écrit deux mémoires sur la politique étrangère, notamment sur les conflits à propos des Grisons et de la vallée de la Valteline, une des grandes affaires de son époque.
Dans son Mémoire sur les affaires généralles de la Chrestienté (avril 1633), Ardier analyse la situation de l'Europe à son époque, au milieu de la Guerre de Trente Ans, en se concentrant sur les événements qui concernent la France. Selon lui, c'est « sur le fondement du passé et du présent [que] l'on puisse juger de l'avenir selon qu'il convient au bien de l'Estat », ce qui correspond au concept d'historia magistra vitae, alors très répandu,.
Ce mémoire insiste sur la Valteline, la guerre de succession de Mantoue et le conflit entre l'Espagne et les Provinces-Unies. Les Habsbourg étant vus comme des ennemis naturels de la France, il convient de chercher des alliés contre eux, notamment en Valteline. La fin de la mainmise des Grisons, alliés du roi de France, sur cette vallée, au profit des Habsbourg, est une baisse de l'influence française. Ardier se félicite de l'acquisition de Pignerol, dont l'intérêt stratégique pour faciliter l'action des Français en Italie est évident, mais passe volontairement sous silence les conditions de cette acquisition prévues dans le traité de Cherasco. En effet, le roi a accepté de céder au duc de Savoie des terres appartenant au duc de Mantoue, pourtant allié de la France. Deux ans après, Ardier considère encore utile de le taire.
Ardier expose comment la France pourrait restaurer son influence en Italie, en constituant une ligue réunissant les États d'Italie du Nord contre les Habsbourg, ce qui paraît bien être un but politique de Louis XIII et de Richelieu. Il préconise également un soutien de la France aux Provinces-Unies, à la Suède et à certains princes du Saint-Empire, toujours contre les Habsbourg. Il s'agirait d'obtenir une réconciliation entre catholiques et protestants sous l'égide du roi de France, afin de mettre fin à la domination des Habsbourg .

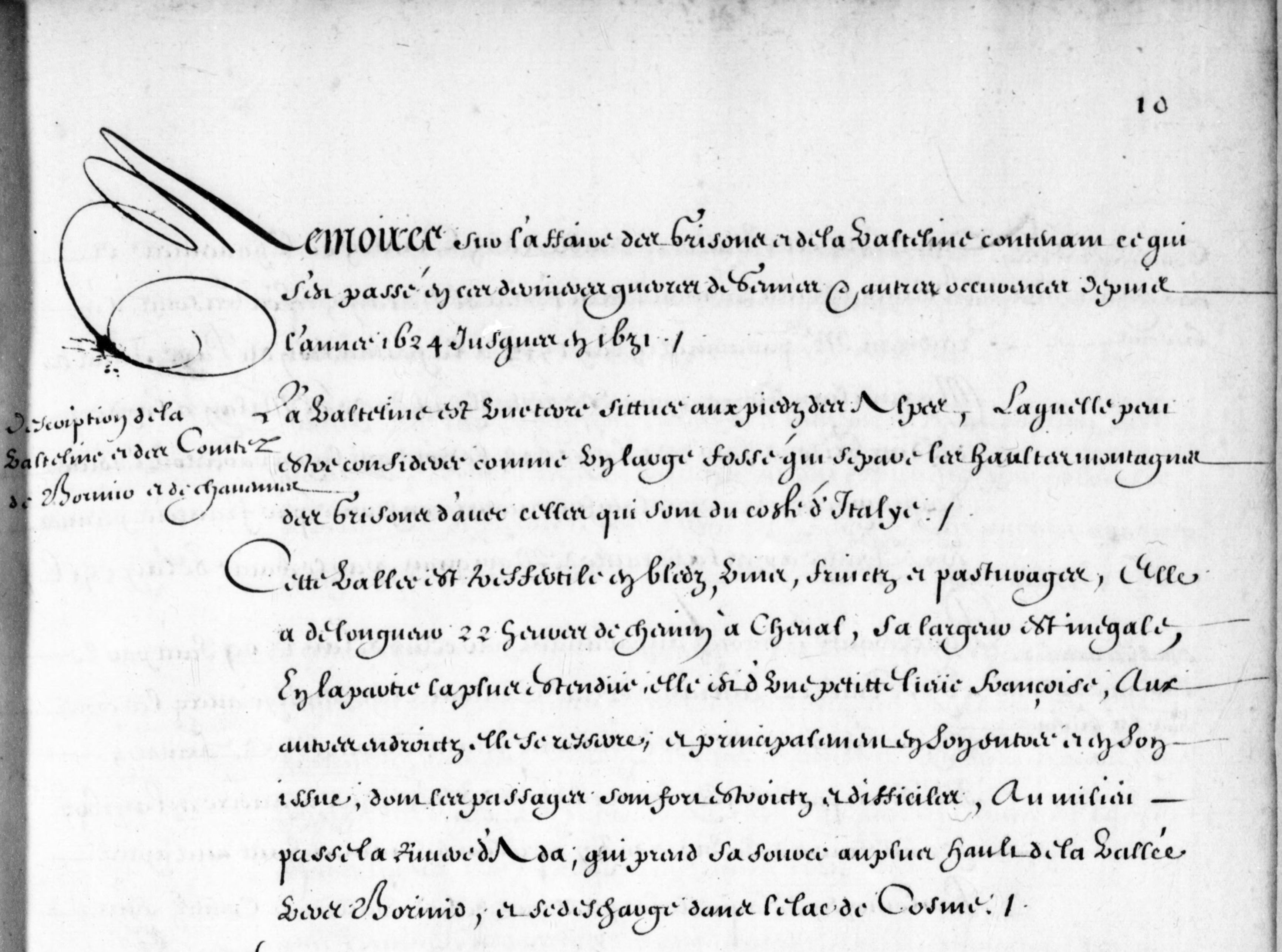
Page de titre d'une copie du Mémoire sur l'affaire des Grisons et de la Valteline (1634). Paris, BNF.

Pour Ardier, ces alliances avec des pays et des souverains protestants ne trahissent pas la cause catholique, que Louis XIII sert par ailleurs. Il s'agit de faire de Louis XIII une sorte d'arbitre de la Chrétienté. En cela, Ardier est fidèle à la pensée politique de Richelieu, comme un autre de ses contemporains, Guez de Balzac.
Dans son Mémoire sur l'affaire des Grisons et de la Valteline (octobre 1634), Ardier reprend les éléments déjà exposés dans le mémoire précédent. Il fait le récit des conflits liés à la Valteline de 1601 à la fin de la guerre de Succession de Mantoue en 1631. Il insiste sur l'enjeu stratégique de la vallée de la Valteline pour les Habsbourg, puisqu'elle permet de passer les Alpes et de joindre leurs différentes possessions, de Milan au Saint-Empire. Il y préconise une action du roi de France pour secourir les Grisons, ses alliés dont la domination sur la Valteline a été mise à mal, et y rétablir la situation à son avantage.
Ardier ne théorise pas et suit une démarche complètement pragmatique dans ses mémoires, qui sont pour Richelieu des supports pour mener la politique étrangère de la France. Cet usage délibéré de l'érudition historique et géographique au service de l'action de la monarchie sera repris plus tard par l'entourage du chancelier Séguier.

### Chambre des Comptes et affaires

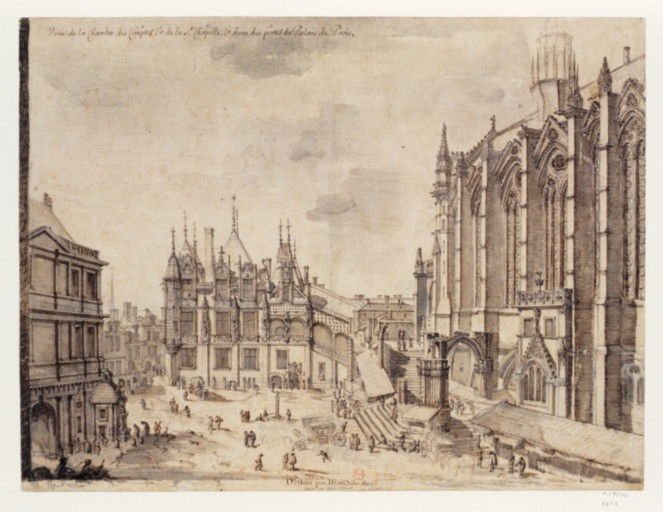
Vue de la Chambre des comptes et de la Sainte-Chapelle, par Israël Silvestre (1621-1691). Paris, BNF.

Paul II Ardier quitte ensuite la diplomatie pour les finances, retrouvant le secteur d'activité de son père. Il est nommé trésorier général de France et trésorier général des finances en la généralité de Paris. Il entre en 1632 à la Chambre des comptes de Paris. Il est reçu maître des comptes en 1633 puis, en 1634, il devient un des présidents de la Chambre des comptes (qui comporte douze présidents plus le premier président). Il succède dans cette fonction à son parent Balthazar II Gobelin, seigneur de Brinvilliers (le beau-père de l'empoisonneuse Marie-Madeleine Dreux d'Aubray, dite la Brinvilliers). Il exerce cette charge jusqu'à sa résignation en 1650. Lui succède alors Louis Ier Phélypeaux de Pontchartrain, qui est son cousin germain. Tous appartiennent au réseau des Phélypeaux, déjà évoqué.
La même année 1634, il fait partie, pour la somme considérable de 40 000 livres, des bailleurs de fonds des fermiers généraux des gabelles de la compagnie de Thomas Bonneau. Il est donc à la fois un officier de finance et un traitant qui avance des fonds à la monarchie. Son père fait de même, pour 48 000 livres. Cela laisse entrevoir la richesse de la famille. En 1653, il prête 16 000 livres au duc Claude de Saint-Simon (père du mémorialiste). Cette créance n'est ensuite jamais remboursée mais transmise à Gaspard III de Fieubet et à ses héritiers. Parmi ses débiteurs, on compte aussi le prince de Condé, héritier d'une dette contractée par les Montmorency, qui n'est pas non plus éteinte et passe également à Gaspard III de Fieubet et à ses héritiers. Ces créances non remboursées donnent lieu à paiement de rentes constituées. Il prête également aux membres de la famille Phélypeaux. En consentant ces prêts à rentes, il se livre à des activités financières moins voyantes et mieux considérées que celles de son père.
En 1650, à 55 ans, Ardier se retire de toute fonction officielle, ou presque. En effet, il est encore commissaire du roi aux États de Bretagne en 1651. Il contribue à conserver la fidélité de ces États de Bretagne au roi, dans le contexte d'agitation de la Fronde. Puis il s'installe dans son château de Beauregard. Cette retraite d'Ardier est peut-être liée à la seconde disgrâce de Léon Bouthillier, son parent, mais elle peut aussi s'expliquer par la volonté de vivre noblement sur ses terres.

### Grand seigneur
À Paris, Paul Ardier père a fait construire en 1606 un hôtel particulier dans le quartier du Marais, près de la Place Royale. Son fils Paul II y réside aussi. Les beaux-frères de celui-ci, Gaspard de Fieubet et Jean Dyel des Hameaux, habitent également le quartier. Pour son hôtel particulier parisien, Paul Ardier commande des œuvres aux artistes connus de son temps.

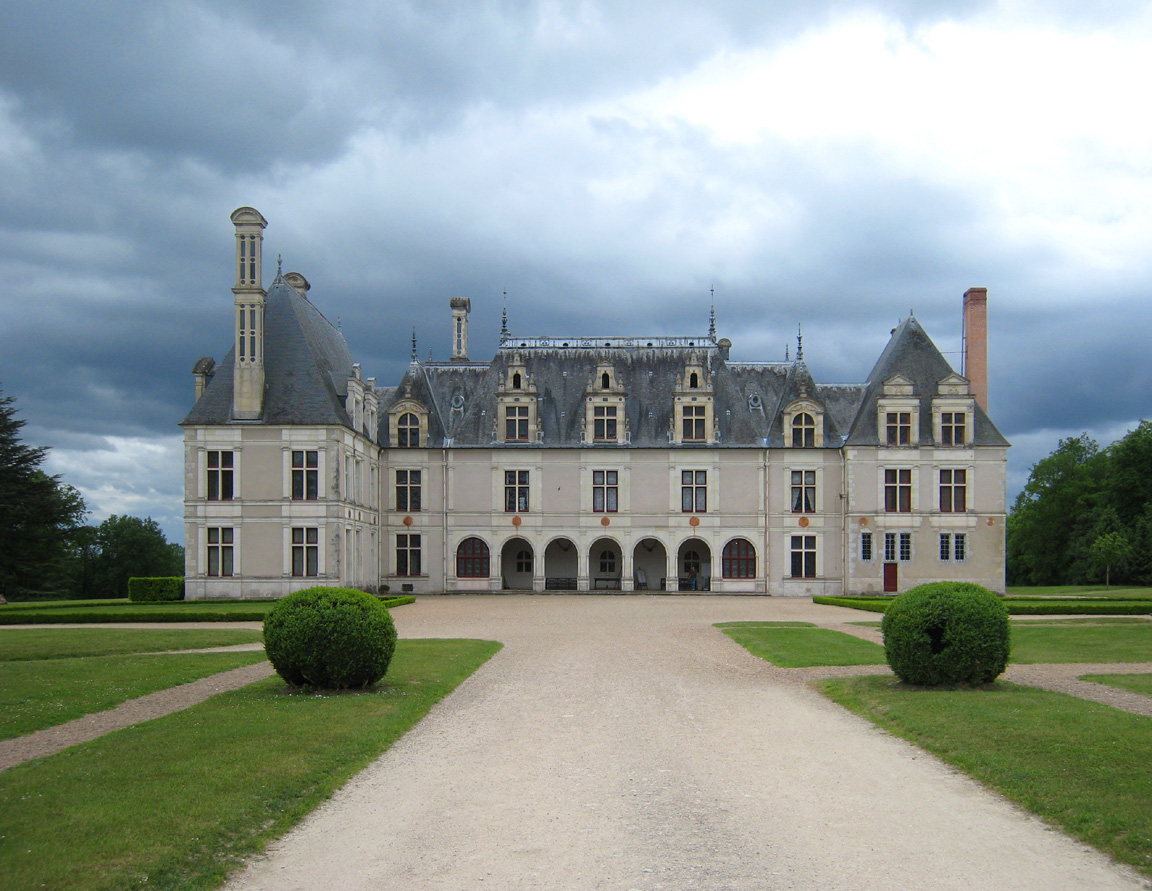
Château de Beauregard (commune de Cellettes, Loir-et-Cher), 2007.

Dans le Blésois, il hérite des seigneuries de son père, principalement la seigneurie de Vineuil et le château de Beauregard (paroisse de Cellettes) que son père a fait complètement reconstruire. Il procède à des achats de terres dans la paroisse de Cellettes, pour agrandir son domaine : il achète, en 1650, le fief de La Varenne et son moulin et, en 1654, la seigneurie de Conon et le droit de haute justice sur la paroisse de Cellettes. Grâce à ses acquisitions, le domaine autour de Beauregard dépasse les 200 hectares et les propriétés totales des Ardier représentent plus de 500 hectares. En 1654, il atteint l'objectif : ses terres sont suffisamment vastes pour être érigées en vicomté et il devient vicomte de Beauregard-le-Bel. La possession de Beauregard est essentielle dans la stratégie de promotion sociale des Ardier : elle a contribué à la noblesse du père et donne un titre au fils.

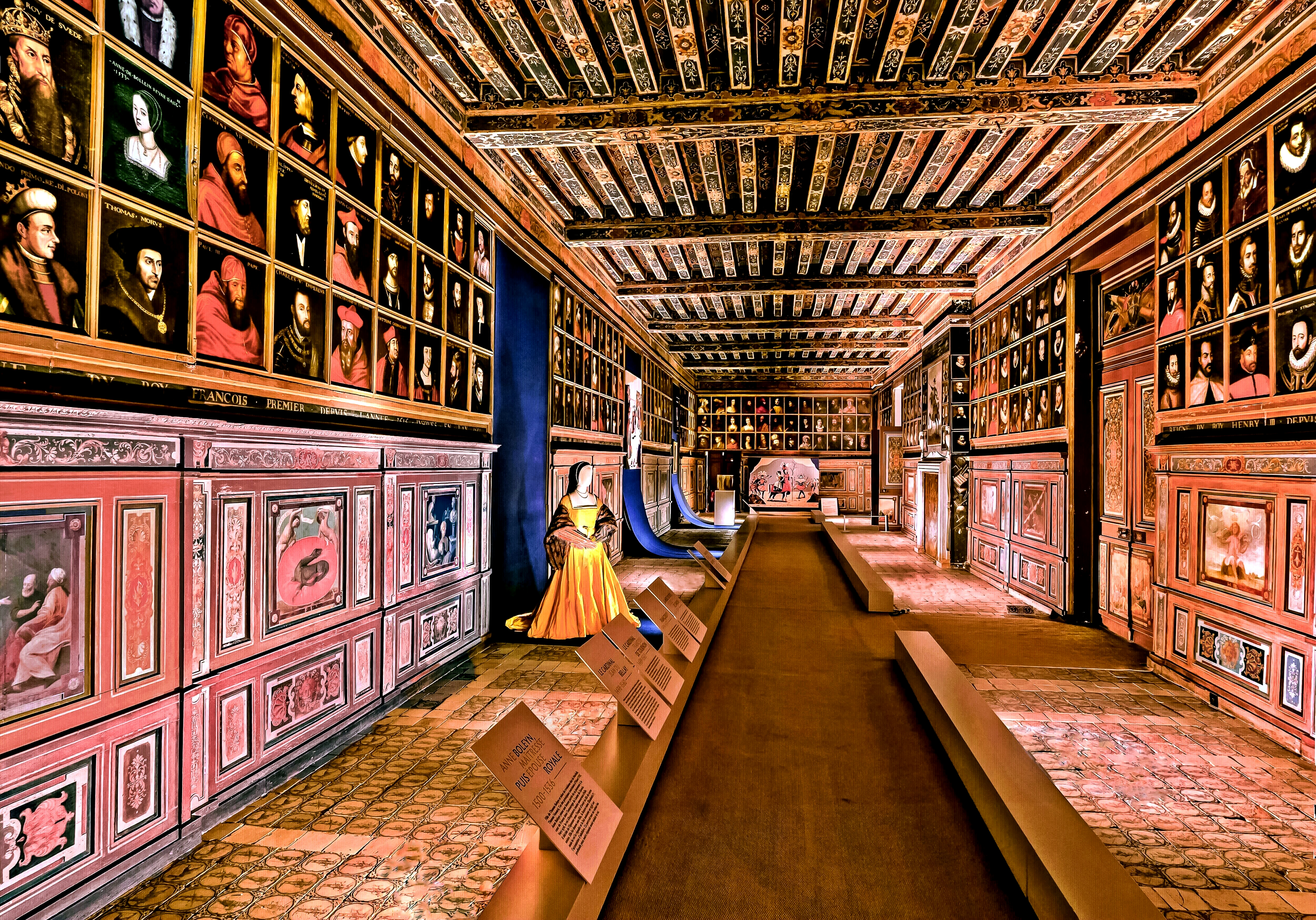
La galerie des illustres du Château de Beauregard (Loir-et-Cher), 2019.

Paul Ardier père a fait installer dans le château de Beauregard une « galerie des illustres », composée de plus de 300 portraits de personnages historiques, qui fait toujours la réputation de ce château. Paul II Ardier complète cette « galerie des illustres » en ajoutant une quarantaine de portraits de ses contemporains. Cette galerie regroupe des portraits de rois, d'hommes d’État et de militaires, en particulier de l'époque de Henri IV et de Louis XIII, comme Philippe IV d'Espagne, l'empereur Ferdinand II, le roi de Suède Gustave II Adolphe, Charles-Emmanuel Ier de Savoie , etc.. Elle exprime ainsi la fidélité des Ardier envers les rois qu'ils ont servis.
Vers 1646, Paul II Ardier mène à bien un projet de son père : terminer le pavage au sol de cette galerie, en faïence bleue de Delft, normalement beaucoup trop fragile pour que l'on puisse marcher dessus, que son père avait commandée dès 1627. Il s'occupe aussi de l'orangerie. Cela correspond à la mode de l'époque, mais peut-être aussi à un goût personnel, puisqu'il conserve dans son cabinet de travail un nécessaire de taille des orangers.
Paul II Ardier meurt dans son château de Beauregard le 7 novembre 1671. Ses entrailles sont enterrées à Cellettes tandis que son corps est inhumé dans le couvent des Feuillants du faubourg Saint-Honoré à Paris, comme ses parents et d'autres membres de sa famille.
Il laisse une fortune considérable, en seigneuries mais aussi en argent, 1 400 000 livres. Elle est légèrement inférieure à celle de son père, 1 800 000 livres. Sa fortune est toutefois loin derrière celles de certains de ses contemporains à la réussite plus éclatante, Servien, Fouquet ou Colbert. Par rapport à eux, il reste un personnage de second plan. Philippe de Champaigne a peint un portrait de Paul II Ardier, qui a été gravé par Humblot. L'original a disparu.

## Œuvres
- L'Assemblée des notables tenue à Paris ès années 1626 et 1627 (1627, édité en 1652)[Pi 5].
- Mémoire sur les affaires généralles de la Chrestienté (avril 1633).
- Mémoire sur l'affaire des Grisons et Valteline contenant ce qui s'est passé en l'affaire de Gênes et autres occurrences depuis l'année 1626 jusques en 1631 (octobre 1634). Ces deux mémoires ont été édités, ensemble, pour la première fois, en 1677[Ex 4].

## Postérité
Paul II Ardier épouse, en 1627, Louise Olier, fille de Jacques Olier (mort en 1632) maître des requêtes, intendant, conseiller d'État, et sœur de Jean-Jacques Olier, le célèbre fondateur des Sulpiciens.
Ils ont deux filles : 
- Marie-Marguerite Ardier (morte en 1685), qui épouse : 
  1. Jacques Le Pelletier de La Houssaye, conseiller au Parlement de Paris[Pi 8].
  2. en 1654 son cousin Gaspard III de Fieubet, chancelier de la Reine et conseiller d'État. C'est par ce mariage que les Fieubet héritent de la vicomté de Beauregard et de la seigneurie de Vineuil[1].
- Louise Ardier, religieuse de la Visitation de Blois[1].

## Héraldique
| Blason | Blasonnement : D'azur au chevron d'argent accompagné de trois flammes d'or |

À l'époque moderne, les armoiries de ce type sont nombreuses. Le chevron sur champ d'azur est la pièce honorable la plus utilisée, parce qu'il représente l'idée d'élévation. Il est souvent accompagné d'un meuble en pointe.